# Psara xanthomela
Psara xanthomela là một loài bướm đêm trong họ Crambidae.